# Corrections House
Corrections House is een in 2012 geformeerde metalband, die door de betrokken muzikanten wordt beschouwd als een superband van de Amerikaanse metal underground.

## Bezetting
- Mike Williams[2] (zang)
- Scott Kelly[3] (zang, gitaar)
- Sanford Parker[4] (keyboards, programmering)
- Bruce Lamont[5] (saxofoon)

## Geschiedenis
De band werd in 2012 geformeerd door Mike Williams (EyeHateGod, Outlaw Order), Scott Kelly (Neurosis, Shrinebuilder), Sanford Parker (Nachtmystium, Twilight) en Bruce Lamont (Yakuza, Bloodiest). De muzikanten noemden het gezamenlijke project af en toe in interviews, maar gaven geen verdere informatie vrij. Het oorspronkelijke idee van de muzikanten was om samen te toeren met individuele optredens van de verschillende muzikanten. Ter voorbereiding op de tournee zijn enkele eerste gezamenlijke stukken gemaakt, die ze tijdens de geplande tournee als gezamenlijke uitvoering wilden ontwerpen. In december 2012 kondigden de bandleden tourneeplannen aan voor de eerste twee maanden van 2013. Met de aankondiging van de tournee publiceerde Corrections House de naam van de band. Aan het begin van de tournee bracht het label War Crime Recordings van Lamont en Parker de eerste videoclip van de band uit voor het toneelstuk Hoax the System en kondigde een spoedige publicatie aan als single. Tijdens de tournee improviseerden de musici met elkaar en ondersteunden ze elkaar tijdens de optredens van de andere muzikanten, waarbij delen van de soloprogramma's steeds meer als materiaal van de band naar voren kwamen. Met het uitbrengen van de single op 2 april 2013 werd ook een videoclip over War Crime Recordings uitgebracht voor het tweede nummer Grin with a Purpose op de single. In oktober van hetzelfde jaar bracht de band het album Last City Zero uit en begon aan een Europese tournee. Het album werd overwegend positief ontvangen. In Sonic Seducer, een van de muziektijdschriften van het zwarte circuit, werd het beschreven als een geheime tip. Het metalblad Metal Hammer omschreef het album als een geweldig raadselachtig kunstwerk.
Na de Europese tournee keerden de muzikanten terug naar hun hoofdprojecten, maar traden af en toe op met Corrections House. In december 2014 verscheen het livealbum Writing History in Advance. Het album documenteert de live uitvoering van 5 januari 2014 en bevat geen onderverdelingen van de individuele muziekstukken. Het album dat via War Crime Recordings werd uitgebracht, werd zelden kritisch beoordeeld. De weinige bestaande beoordelingen waren overwegend positief. In het voorjaar van 2015 toerde de band opnieuw door Europa. Op 23 oktober 2015 bracht de band het tweede studioalbum Know How to Carry a Whip uit. Het tweede studioalbum werd opnieuw uitgebracht via Neurot Recordings en werd steeds positiever geaccepteerd.

## Stijl
De band speelt een onafhankelijke mix van alternatieve, doom en industriële metal. Vanwege de betrokken muzikanten wordt de band ook toegewezen aan de genregebieden postmetal en sludge. Thomas Sonder van Metal Hammer noemt het bijna onmogelijk om Corrections House muzikaal te definiëren. De band creëert liever iets compleet nieuws. Tim Röttges van Sonic Seducer onderstreept deze indruk en omschrijft de muziek als een eigenzinnige mix ergens tussen spoken word-optreden, noise en stillere akoestische tonen. Zowel Sonder als Röttges vergelijken de muziek met de vroege werken van de industrial metal pioniers Ministry. White Zombie, Slayer, Sanctum, In Slaughter Natives, Einstürzende Neubauten, Cult of Luna, Isis, Godflesh en Nine Inch Nails worden op verschillende punten genoemd als verdere maatstaven. De muziek ontstond in hoofdpijncore tussen harde elektronica en verstikkende sludge, maar had ook een folkachtige kant, die vervluchtigde in omgevingssferen. Volgens het tijdschrift Terrorverlag zijn de nummers gebaseerd op de door Sanford Parker ontworpen loops en beats, waarop een stel riffs van Kelly en Bruce Lamont is gebouwd. Mike IX voltooide uiteindelijk de stukken.

## Discografie
- 2013: Hoax the System / Grin with a Purpose (single, War Crime Recordings)
- 2013: Last City Zero (album, Neurot Recordings)
- 2014: Writing History in Advance (livealbum, War Crime Recordings)
- 2015: Know How to Carry a Whip (album, Neurot Recordings)